# Барретт-Коннор, Элизабет Луиза
Элизабет Луиза Барретт-Коннор (англ. Elizabeth Louise Barrett-Connor, 8 апреля 1935 года — 10 июня 2019 года) была начальником отдела эпидемиологии и заслуженным профессором Калифорнийского университета в Сан-Диего. Она исследовала роль гормонов в патогенезе сердечно-сосудистых заболеваний, диабета и остеопороза.

## Ранние годы и образование
Барретт-Коннор родилась в Эванстоне, штат Иллинойс. Она была единственным ребенком Флоренс Херши и Уильяма Барретта. Её отец был инженером-химиком и работал на предприятиях по производству боеприпасов. Она выросла в Ли, штат Массачусетс, и научилась читать благодаря своей бабушке, которая работала на почте. В детстве она видела Леонарда Бернстайна в оркестре и посещала подготовительную школу Нортфилда. Барретт-Коннор изучала зоологию в колледже Маунт-Холиок и была членом Phi Beta Kappa. Окончила колледж в 1956 году. В 1960 году она получила медицинскую степень в Корнеллском университете, а затем закончила резидентуру по внутренним болезням в Юго-западном медицинском центре Техасского университета. В своей ранней работе она изучала диарею студентов из США в Мексике. Барретт-Коннор была докторантом Национального института здравоохранения в Лондонской школе гигиены и тропической медицины. В 1965 году она получила диплом по клинической медицине тропиков в Лондонской школе гигиены и тропической медицины. Она перешла в Университет Майами в качестве эпидемиолога-инфекциониста.

## Исследования и карьера
Барретт-Коннор специализируется на здоровом старении и женском здоровье. В частности, она выступала за изучение сердечно-сосудистых заболеваний как у женщин, так и у мужчин. В 1972 году она была принята на работу на факультет Калифорнийского университета в Сан-Диего. В 1972 году Барретт-Коннор основала исследование сердца и хронических заболеваний ранчо Бернардо (RBS), в котором приняли участие более 6000 человек на ранчо Бернардо, Сан-Диего. Для исследования Барретт-Коннор привлекла людей с ранчо Бернардо и изучила связь между липидами и сердечными заболеваниями. Ей удалось привлечь почти 70% населения ранчо Бернардо. Она выбрала этот район, так как в нём проживает здоровое население. Она собирала данные более сорока лет, в том числе образцы замороженной крови, и наблюдала изменения в образе жизни и повышении уровня холестерина. Она исследовала, как семейный анамнез, распределение жира, холестерин, физическая активность и курение сигарет влияют на хронические заболевания. Барретт-Коннор использовала RBS для изучения половых различий при сердечно-сосудистых заболеваниях. По состоянию на 2011 год треть участников всё ещё сообщали о своём здоровье, а половина всё ещё проходила тесты на здоровье в клинике Bernado Center Drive Clinic.
Барретт-Коннор определила многие аспекты женского здоровья, в том числе то, что женщины с диабетом имеют высокий уровень триглицеридов и что диабет лишает женщин защиты от сердечно-сосудистых заболеваний. Её исследования включали инновационные методы оценки плотности костей, демонстрирующие, что низкий уровень кальция может привести к перелому шейки бедра. Она также показала, что курение в среднем возрасте может привести к остеопорозу, а употребление кофе — к снижению минеральной плотности костей.
Наряду с RBS Барретт-Коннор руководила исследованием результатов программы профилактики диабета. Она также интересовалась недооценёнными проблемами мужского здоровья, включая остеопороз, и участвовала в исследовании «Остеопоротические переломы у мужчин» и исследованиях тестостерона. В 1971 году Барретт-Коннор основала курс эпидемиологии и биостатистики в Калифорнийском университете в Сан-Диего.
Её подход к хранению образцов крови для исследования новых гипотез позднее был принят Европейским проспективным исследованием рака и питания и исследованием британского биобанка.

### Награды и почётные звания
- 1986 — Американский колледж профилактической медицины[англ.], Лекция Буко Стерджиса[2]
- 1987 — Мемориальная лекция Келли Уэст Американской диабетической ассоциации[англ.][14][15]
- 1994 — Премия памяти Джеймса Д. Брюса Американского колледжа врачей[англ.][16]
- 1995 — Лекция Флоренс Махони Национального института здравоохранения[2]
- 1997 — Общество эпидемиологических исследований[англ.], Мемориальная лекция Джона К. Касселя[2]
- 1998 — Американское эпидемиологическое общество[англ.], Лекция Гарри С. Фельдмана
- 1999 — Премия Национального института здравоохранения за выдающуюся работу
- 1999 — Лондонская школа гигиены и тропической медицины[англ.], Лекция Хита Кларка
- 2003 — Премия Стокса Американского общества профилактической кардиологии[17]
- 2003 — Почётная награда Ассоциации выпускников Медицинского колледжа Корнеллского университета
- 2003 — Премия клинического исследователя Эндокринологического общества[англ.]
- 2009 — Премия «Живое наследие» Национального фонда остеопороза
- 2009 — Премия выдающегося ученого Американской кардиологической ассоциации
- 2011 — Премия Американской кардиологической ассоциации за исследования в области народонаселения
- 2012 — Премия наставничества Эндокринологического общества[англ.][18]
- 2013 — Награда за выдающиеся заслуги Международной академии кардиологии[19]
- 2013 — Награда за наставничество «Женщины в эпидемиологии и профилактике»
- 2018 — Премия Фреда Конрада Коха за заслуги перед Эндокринологическим обществом[англ.][20][21]

Американская кардиологическая ассоциация создала серию наград Элизабет Барретт-Коннор за исследования в её честь. Ранее Элизабет занимала пост президента Американской ассоциации общественного здравоохранения, Американского эпидемиологического общества, Совета эпидемиологии Американской кардиологической ассоциации и Общества эпидемиологических исследований.

## Личная жизнь
Барретт-Коннор была замужем за Джеймсом Коннором, педиатром Калифорнийского университета в Сан-Диего. У неё было трое детей, Джонатан, Кэролайн и Стивен, и двое внуков, Джеймс-Дэвис и Сьюзен. Барретт-Коннор умерла 10 июня 2019 года.